# Europs chilensis
Europs chilensis es una especie de coleóptero de la familia Monotomidae.

## Distribución geográfica
Habita en  Chile.